# Ulrika Strömfelt

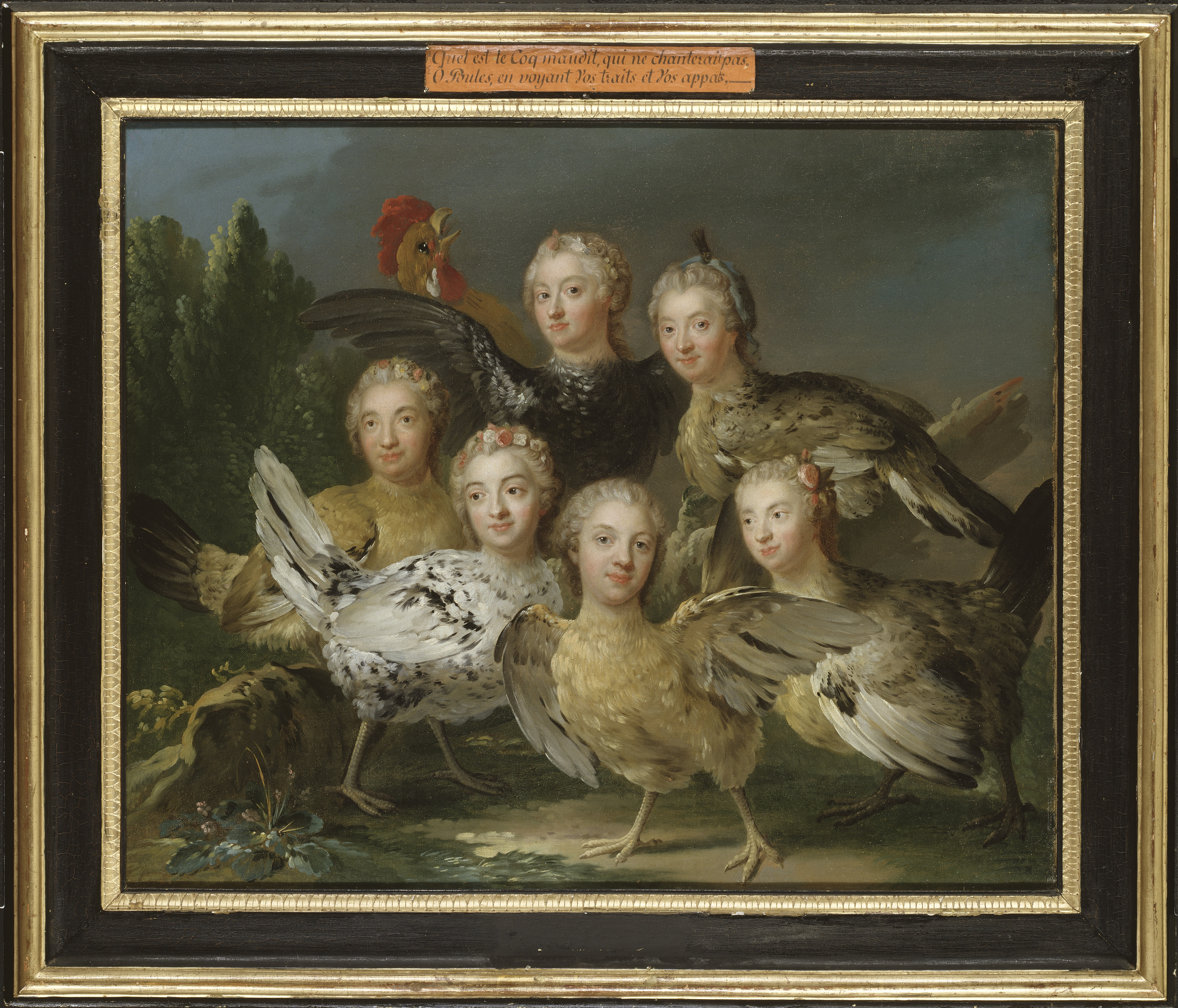
Hönstavlan av Johan Pasch och Johan Henrik Scheffel från 1747, föreställande Lovisa Ulrikas sex hovfröknar: Ernestine von Griesheim, Henrica Juliana von Liewen, Charlotta Sparre, Ulrika Strömfelt, Agneta Strömfelt och Cathérine Charlotte Taube.

Lovisa Ulrika Eleonora Strömfelt, född 11 september 1724, död 30 april 1780, var en svensk hovdam. Hon gjorde sig framför allt känd genom sin roll i drottning Lovisa Ulrikas misslyckade kuppförsök, 1756.

## Biografi
Ulrika Strömfelt var dotter till riksrådet greve Johan Carl Strömfelt och Hedvig Elisabet Wrangel; hennes mor var hovmästarinna hos Ulrika Eleonora 1736–41, överhovmästarinna hos Lovisa Ulrika 1744–1751 och guvernant för kungabarnen 1746. Strömfelt blev hovfröken hos Ulrika Eleonora 1739. Hon blev tillsammans med sin syster Agneta Strömfelt hovfröken till Lovisa Ulrika år 1744, och kammarfröken 1748. Som hovdam hos Lovisa Ulrika nämns hur hon brukade läsa för denna ur franska arbeten. Hon efterträdde Henrika Juliana von Liewen som kammarfröken 1748, och innehade denna post fram till 1756.  
Hon var medlem vid Lovisa Ulrikas amatörteatersällskap, som uppförde pjäser vid hovet från 1746 till Sällskapet Du Londel engagerades 1754. I augusti 1746 noterade Tessin att "Fröknarna Strömfelt och Sparre äro truppens aktriser, Zöge (von Manteuffel), Wrangel och Fersen dess aktörer", medan medlemmarna 1749 uppges vara bland andra "fröknarna Grisheim, de la Gardie, de båda Strömfelt och Düben, grefvarna de la Gardie, Barck och Fersen", som utökades med "Sprengtporten, Bielke, Karl Posse och Henrik Falkenberg" under de följande åren.
Ulrika Strömfelt är mest känd för den roll hon ska ha spelat i samband med Kuppen 1756. Lovisa Ulrika planerade en kupp för att avsätta riksdagen och återinföra kungligt envälde. För att finansiera detta pantsatte hon diamanterna i drottningkronan i Berlin och ersatte dem med bergkristaller. Strömfelt, som var hattpartist, ska enligt obekräftade uppgifter ha informerat regeringen om att delar av kronjuvelerna var pantsatta i Tyskland. Regeringen krävde att få inspektera kronjuvelerna, vilket var inledningen till avslöjandet av statskuppförsöket. Som tack fick Strömfelt titeln "Ständernas dotter" och en årlig pension på 2000 riksdaler silver.  
Enligt andra källor ska Strömfelt samma år ha informerat sekreta utskottet om drottningens hemliga brevväxling med kungen av Preussen. 
Efter detta ska hon ha lämnat hovet på grund av att hon förlorat sitt förtroende hos Lovisa Ulrika. 
Lovisa Ulrika själv uppgav själv att orsaken till Strömfelts avsked var att hon umgicks med Carl Gustaf Tessin och ”alla de förnämsta af Hattpartiet, hvilka hos denna kammarfröken, just under ögonen på Drottningen, etablerade deras rendez-vous”. Enligt Axel von Fersen den äldre var orsaken till att hon tog avsked ”at hon genom andras ränker nu blifver nödsakad at skiljas ifrån hofvet”, och han pekade ut Lovisa Ulrikas nya favorit Ulrika Eleonora von Düben som ansvarig. Ulrika Eleonora von Düben fick efter Strömfelts avsked överta hennes tjänst som kammarfröken.  
Den officiella orsaken till att Strömfelt bad om avsked var hennes hälsa. Avskedandet noterades hos sekreta utskottet, som då fick in en ansökan om en pension. Att en hovfröken begärde avsked och ansökte om en pension hos sekreta utskottet var då unikt. Beloppet uppgick också till dubbelt så mycket som en riksrådsänka brukade få. 
Ulrika Strömfelt gifte sig 1756 med överståthållaren friherre Carl Sparre och fick en son, som avled i kopporna. Äktenskapet beskrivs som lyckligt trots makens konstanta otrohet. Hon återvände till hovet år 1777, när hon efterträdde Anna Maria Ehrensvärd som överhovmästarinna hos drottning Sofia Magdalena, en post hon innehade till sin död.     
Strömfelt intar ”en märklig särställning” (Lindskog) i den samtida dagboks- och memoarlitteraturen, eftersom det helt saknas förklenande omdömen om henne, och hon alltid omtalas i termer av vett, otadlig moral och andra av samtiden uppskattade kvinnliga egenskaper.